# オランピア (絵画)
『オランピア』（仏: Olympia）は、1863年にエドゥアール・マネによって描かれた絵画。パリのオルセー美術館所蔵。1862年から1863年に描かれた『草上の昼食』と共に、マネの代表作といわれる。

## 解説
マネはこの作品を1865年のサロン（官展）に出品し、作品自体は入選したが、『草上の昼食』と同様に「現実の裸体の女性」を主題とした事が批判された。『オランピア』という名が当時のパリにおける娼婦の通称だったこと、黒人女性が白人女性の召使として描かれていること、当作品でベッドに横たわっている裸体の女性はサンダルと首に巻いたひもを身につけているが、このような表現は当時主流のアカデミック絵画において考えられていた神話や歴史上の出来事を描いた絵画に登場する裸体の女性とは異なっており、裸体の女性が当時の娼婦を表している事が明らかであった事も非難の対象となった。
マネは日本の浮世絵の影響によって、ルネサンス以来の奥行きのある空間表現や立体感をつけるための陰影を切り捨てており、前後に配置されているはずの2人の登場人物は同じ大きさに描かれている。また、ラファエロのような伝統的絵画が賞賛された時代にあっては裸体が理想化されておらず平坦なために、下品なメスゴリラなどと酷評された。

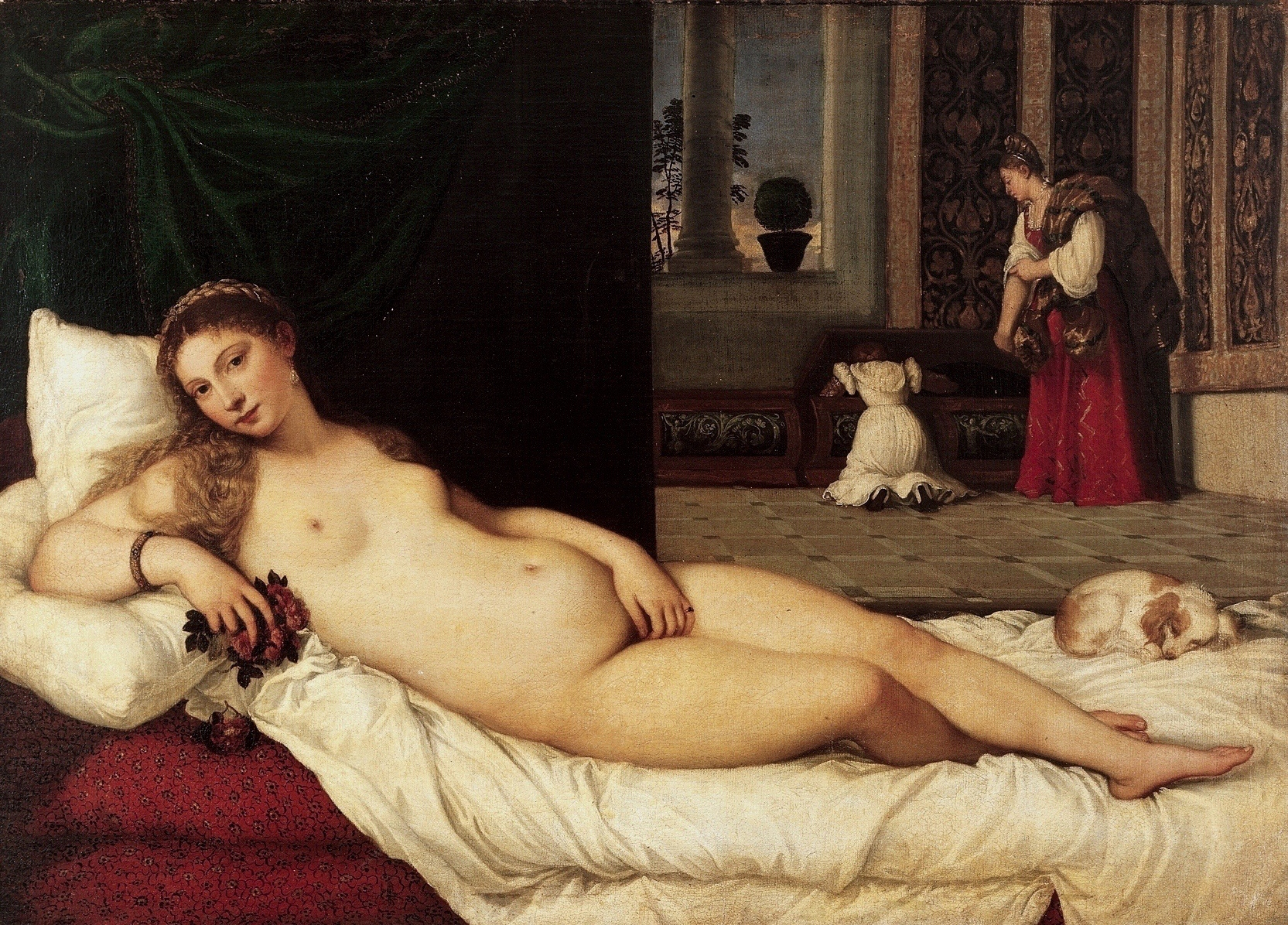
ティツィアーノ作『ウルビーノのヴィーナス』

全体的な構図は、1538年にティツィアーノが描いた『ウルビーノのヴィーナス』の構図を借用したものである。1865年のサロン出品の直前には、画面右端にマネ自身によって黒い猫が加筆された（黒猫は「女性器」の隠語でもあった）。
なお、裸体の女性のモデルは、『草上の昼食』などの1860年代～1870年代前半のマネの多くの作品でモデルを務めたヴィクトリーヌ・ムーランである。

## 他作品への影響
『草上の昼食』と同様に、多くの芸術家によってこの作品のパロディーやオマージュに類する作品が発表されている。ポール・セザンヌは1874年にマネの当作品をセザンヌ自身の解釈によって表現した『モデルヌ・オランピア（現代のオランピア）』を描き、同年に開催された第1回印象派展に出品した。20世紀前半のスイスの画家であるルネ・ヴィクトール・オーベルジョノワ（René Victor Auberjonois）は1943年に『オランピア礼賛』を描いた。日本の現代美術の芸術家である森村泰昌は1988年から1990年にかけて、森村自身が画中の裸体の女性と黒人の召使の2人に扮した『肖像（双子）』と題されたカラー写真を制作した。

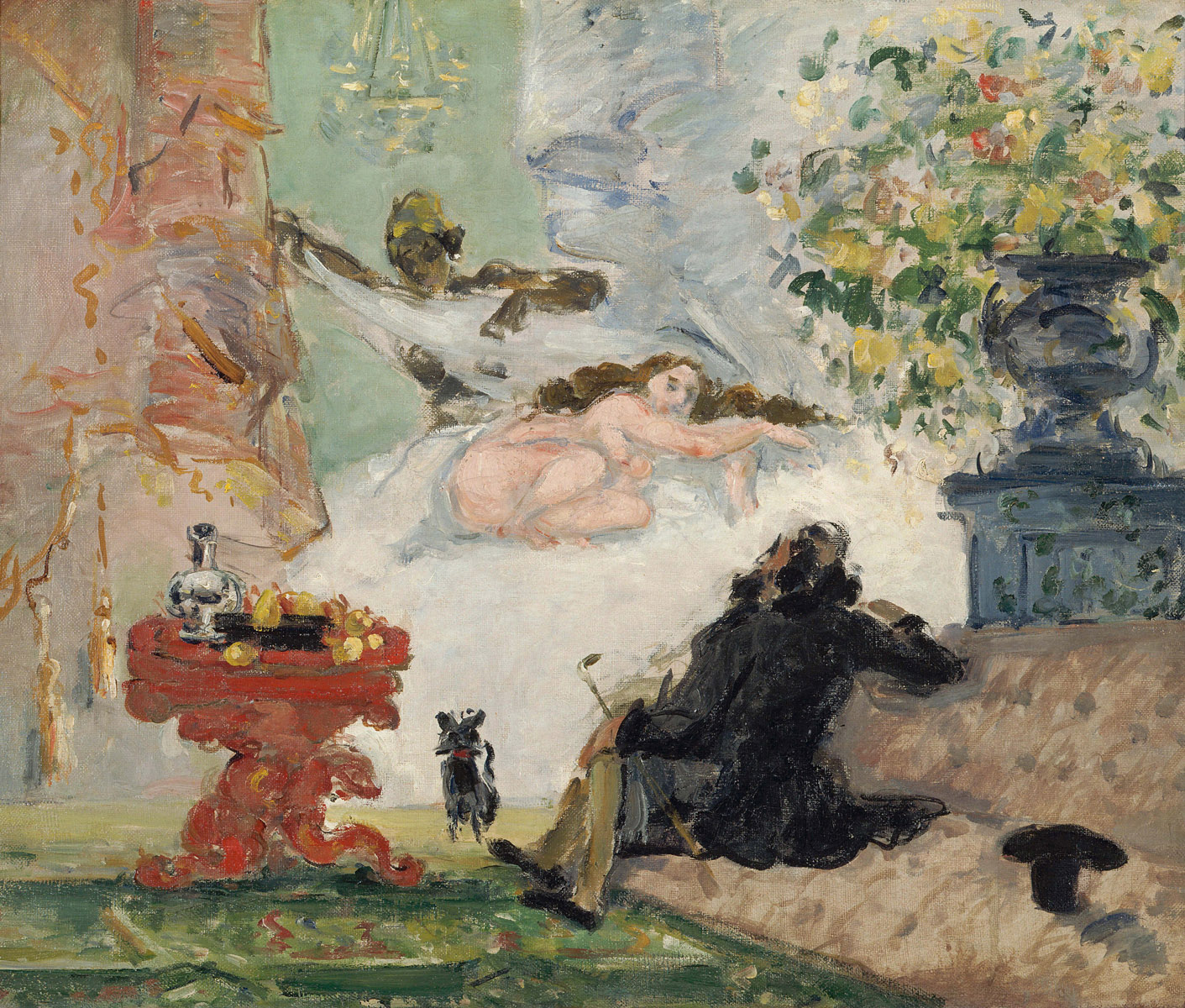
ポール・セザンヌ作『モデルヌ・オランピア（現代のオランピア）』